# Oenocarpus
Oenocarpus é um género botânico pertencente à família Arecaceae.

## Espécies
- Oenocarpus bacaba Mart., 1823 — bacaba
- Oenocarpus balickii F.Kahn, 1990
- Oenocarpus bataua Mart., 1823 — patauá
- Oenocarpus circumtextus Mart., 1823
- Oenocarpus distichus Mart., 1823 — bacaba-de-leque
- Oenocarpus makeru R.Bernal, Galeano & A.J.Hend., 1991
- Oenocarpus mapora H.Karst., 1857 — bacabinha[1]
- Oenocarpus minor Mart., 1823 — bacabi[1]
- Oenocarpus simplex R.Bernal, Galeano & A.J.Hend., 1991